# Кропп
Кропп (нім. Kropp) — громада в Німеччині, розташована в землі Шлезвіг-Гольштейн. Входить до складу району Шлезвіг-Фленсбург. Центр об'єднання громад Кропп-Штапельгольм.
Площа — 31,94 км2. Населення становить 6664 ос. (станом на 31 грудня 2020).